# Marketing viral
Marketingul viral a apărut ca o nevoie firească de diversificare a modului în care este transmis mesajul publicitar astăzi. Testat de mai bine de 5 ani în America, marketingul viral s-a dovedit mai eficient și mai rentabil decât publicitatea tradițională. 
Marele avantaj al acestui mod de a face publicitate este reprezentat de faptul că destinatarul nu se mai ferește pentru că știe că e manipulat, și acceptă cu plăcere mesajul, ba chiar îl caută și îl transmite, din proprie inițiativă pentru că pare original, amuzant și demn de trimis prietenilor și cunoscuților. 
Această soluție alternativă, mai eficientă decât orice formă tradițională de publicitate, folosește Internetul, e-mail-ul, site-uri, blog-uri, forumuri, messenger, dar și sms-uri, locuri pline de umor, jocuri, word-of-mouth și word-of-mouse. 
Marketingul viral creează zgomot care face ca brandul despre care se vorbește să fie o prezență permanentă și continuă în viața consumatorului.
Campaniile virale se desfășoară în orice intervale de timp - scurte, lungi- și au o forță de convingere uluitoare. Cu ajutorul lor publicul își interiorizează mesajul și îl asimilează propriilor convingeri.

## Scurta istorie a marketingului viral
În 1997 Hotmail a inclus în finalul fiecărui e-mail un mesaj: „Vă puteți deschide un cont gratuit de e-mail la adresa <www.hotmail.com>”. 12 milioane de oameni și-au deschis cont în următoarele 12 luni. Tim Draper și Steve Jurvetson au denumit fenomenul marketing viral. 
În 1998 campania „Share a secret” a lui Dove cerea cumpărătorilor de săpun Dove să trimită numele și adresa unor prieteni care urmau să primească o mostră din cunoscutul săpun. Cota de piață a lui Dove crește rapid cu 10%. 
În 1999 Half.com, o firmă de comerț pe internet, schimbă numele unui oraș din Halfawy în Half.com. Site-ul a crescut de la 0 la 8 milioane de utilizatori în mai puțin de 3 ani. 
În 2001 micul magazin de lenjerie intimă Agent Provocateur lansează pe internet o reclamă cu Kylie Minogue în lenjerie intimă. Clipul a fost copiat și transmis mai departe de 100 de milioane de ori.
În 2008 spotul companiei Cadbury, Gorilla a salvat firma din mijlocul unor grave probleme de imagine. Reclama a fost postată și pe YouTube, unde a primit 500.000 de vizitatori în prima săptămână de la lansare. 
În 2009 apare prima agenție de marketing viral din România, Rabbit, the Viral Agency (www.viralrabbit.ro).

## Marketing viral vs marketing tradițional
Marketingul viral este mai eficient decât marketingul tradițional deoarece recomandările vin de la oamenii care se aseamănă și care au încredere unii în alții. Înainte, recomandările veneau pe căi oficiale, despre care consumatorul știe că sunt plătite. 
Marketingul viral se concentrează mai mult pe consumator și mai puțin pe produs. Este o formă de promovare mai credibilă pentru că oamenii nu au senzația că li se vinde ceva. Maketingul tradițional pierde teren deoarece consumatorii au devenit imuni la majoritatea mesajelor. 
Bugetele diferențiază și ele cele două tehnici, în condițiile în care costurile pentru realizarea unei campanii de marketing tradițional sunt foarte mari. Mult mai eficient, marketingul viral are costuri scăzute. 
Nu în ultimul rând, mesajul viral este original și plin de umor în timp de marketingul tradițional folosește mesaje agresive, care deranjează consumatorul.

## Vezi și
- Clickbait⁠(en)[traduceți]
- Mesaj subliminal
- Publicitate online